# Universitat de Sarajevo
La Universitat de Sarajevo és una universitat pública situada a Sarajevo, a Bòsnia i Hercegovina. És la universitat més gran i antiga del país, amb els seus orígens inicials el 1537 com a madrasa islàmica.
Amb 20 facultats, tres acadèmies i tres facultats de teologia i amb 30.866 estudiants matriculats el 2014, es troba entre les universitats més grans dels Balcans pel que fa al nombre d'estudiants matriculats.
Des que va obrir les portes l'any 1949, un total de 122.000 estudiants van rebre els títols de batxillerat, 3.891 van rebre un màster i 2.284 van rebre el títol de doctor en 45 camps diferents. És àmpliament considerada com la universitat més prestigiosa de Bòsnia i Hercegovina, i dona feina a més de mil professors.